# Acanthemblemaria maria

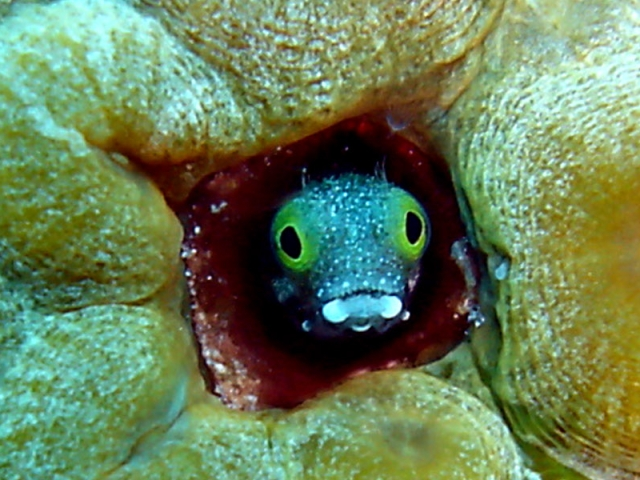
Một con Acanthemblemaria maria sinh sống tại Cuba

Acanthemblemaria maria là loài thuộc họ Chaenopsidae được tìm thấy tại vùng biển cạn ở trung tâm phía tây Đại Tây Dương và Biển Caribbean. Nó có thể đạt đến chiều dài 5 cm (2,0 in) theo TL.

## Mô tả
Acanthemblemaria maria là loài cá thon dài, mảnh khảnh với chiều dài tối đa là 5 cm (2 in) và chiều dài trung bình là 3 cm (1,2 in). Vây lưng dài và liên tục có 29 đến 40 tia vây, các gai linh hoạt thường có số lượng nhiều hơn các tia vây mềm. Loài cá này đa dạng về màu sắc; Nó có sọc dọc hoặc các mảng màu trắng trên thân thường có màu nâu và một đốm nhỏ bất thường trong số các đốm nhỏ. Đôi mắt to bao quanh là các vòng tròn màu vàng lục và má thường có một đốm màu xanh hoặc nâu phía trên một dải trắng. Phía trên mắt là gai và nhúm các lông gai phân nhánh ở trên ổ mắt.

## Phân bố loài và môi trường sống
Acanthemblemaria maria xuất hiện ở vùng nhiệt đới phía tây Đại Tây Dương. Phạm vi sinh sống của loài bao gồm cả quần đảo Bahamas và ở vùng biển Caribbean, nó kéo dài từ Grand Cayman ở Hispaniola đến Trinidad và Tobago, cũng như từ Belize đến Panama. Nó từng được báo cáo được tìm thấy ở Curaçao, nhưng có lẽ đó chỉ là trường hợp nhầm lẫn trong quá trình nhận dạng. Loài này không có mặt ở Vịnh Mexico và từ bờ biển Florida và Brazil. Độ sâu sinh sống của nó có thể xuống tới 20 m (66 ft) và nó có xu hướng không sống trên mảnh các rạn san hô, mà sống ở các sườn đá vôi.

## Tình trạng
Đây là loài thường gặp với phạm vi phân bố rộng lớn. Không có mối đe dọa cụ thể nào được xác định và không có biện pháp bảo tồn đặc biệt. Liên minh Bảo tồn Thiên nhiên Quốc tế đã đánh giá tình trạng bảo tồn của cá là "loài ít quan tâm".

## Từ nguyên
Tên khoa học của loài được đặt nhằm vinh danh thư kí trước đây của James Erwin Böhlke là Mary George tại Học viện Khoa học tự nhiên của Đại học Drexel. Điều này cũng được thừa nhận trong tên thường gọi tiếng Anh của loài (secretary blenny).